# Brandeburgo-Prussia
Il Brandeburgo-Prussia, il cui il toponimo stava ad indicare l'unione personale di due dei principali dominii degli Hohenzollern, ossia la marca di Brandeburgo e il ducato di Prussia, fu uno Stato europeo esistito dal 1618 al 1701. Una seconda conseguenza di questa incorporazione riguardò l'unione dei principati del basso Reno quali quelli di Cleves, di Mark e di Ravensberg dopo il trattato di Xanten del 1614.
A seguito della pace di Vestfalia, che pose fine alla guerra dei trent'anni nel 1648, il Brandeburgo ottenne Minden e Halberstaft, oltre alla successione in Pomerania, incorporata nel 1654 ai sensi del trattato di Stettino, e al Ducato di Magdeburgo, incorporato nel 1680. In virtù del trattato di Bromberg del 1657, concluso durante la seconda guerra del nord, gli elettori vennero liberati dal vassallaggio polacco che derivava dal trattato di Cracovia per il ducato di Prussia ed ottennero le terre di Lauenburg, Bütow e Draheim. Il trattato di Saint-Germain-en-Laye del 1679 espanse la Pomerania brandeburghese verso il basso Oder, una zona di importanza commerciale abbastanza rilevante.
La seconda metà del XVII secolo gettò le basi per la formazione della Prussia perché divenisse una grande potenza in Europa. L'emergente potenziale militare del Brandeburgo-Prussia, basato sull'introduzione di un esercito stabile nel 1653, venne simbolizzata dalle note vittorie a Varsavia (1656) e Fehrbellin (1675) e dal cosiddetto grande inseguimento in slitta (Die große Schlittenfahrt) del 1678. Il Brandeburgo-Prussia fondò inoltre una marina militare stabile e una serie di colonie nella Costa d'Oro brandeburghese e ad Arguin. Federico Guglielmo, conosciuto come "il Grande Elettore", aprì il Brandeburgo-Prussia ad un'immigrazione su vasta scala (Peuplierung) per rifugiati protestanti da tutta Europa (Exulanten), soprattutto ugonotti, a seguito dell'emanazione dell'editto di Potsdam. Il principe iniziò inoltre a centralizzare l'amministrazione del Brandeburgo-Prussia e a ridurre l'influenza degli stati generali.
Nel 1701, Federico III, elettore di Brandeburgo, riuscì ad elevare lo status del suo dominio in Regno in Prussia (e non "di" Prussia). Un simile scenario venne reso possibile per il fatto che il Ducato di Prussia era formalmente estraneo al Sacro Romano Impero, ma necessitò dell'approvazione imperiale, rilevatasi quasi obbligata, data la necessità di alleanze forti in vista della guerra di successione spagnola e della grande guerra del nord. Dal 1701 in poi, i domini degli Hohenzollern adottarono il nome di Regno di Prussia, o semplicemente Prussia. Legalmente, l'unione personale tra Brandeburgo e Prussia continuò sino alla dissoluzione del Sacro Romano Impero nel 1806. Ad ogni modo, già a quell'epoca la signoria del sovrano supremo sull'impero poteva considerarsi una semplice prassi senza alcun effetto legislativo concreto. Dopo il 1791, de facto, il Brandeburgo era divenuto parte del regno prussiano. Federico e i suoi successori seguitarono a centralizzare e a espandere lo stato, trasformando l'unione personale in una provincia subordinata a Berlino.

## Storia

### La fondazione sotto Giovanni Sigismondo (1618)

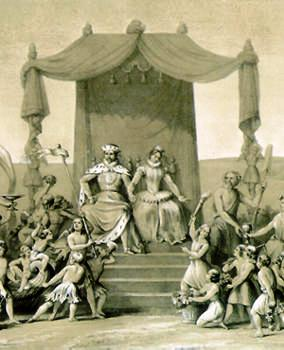
Un'allegoria ottocentesca che evidenzia il momento della nascita del Brandeburgo-Prussia suggellato dal matrimonio tra il margravio Giovanni Sigismondo di Brandeburgo e la duchessa Anna di Prussia.

Il Margraviato di Brandeburgo costituiva la sede principale degli Hohenzollern, che erano principi elettori del Sacro Romano Impero, dal 1415. Nel 1525, in base al trattato di Cracovia, vide la luce il Ducato di Prussia come parziale secolarizzazione dello Stato monastico dei Cavalieri Teutonici. Sulla scia di un rapporto di vassallaggio con il Regno di Polonia, a livello locale il primo ad amministrare la regione fu il duca Alberto I di Prussia, membro di un ramo collaterale della casata di Hohenzollern. Per merito di sua madre Elisabetta, Anna Maria di Brunswick-Lüneburg divenne seconda moglie di Alberto nel 1550, dandogli un successore, Alberto Federico. Nel 1563, la linea brandeburghese degli Hohenzollern ottenne il diritto di successione alla corona polacca. Qualche anno dopo, nel 1568, Alberto Federico divenne duca di Prussia alla morte di Alberto. Sua madre morì in quello stesso anno, ma anch'egli cominciò a mostrare segni di malattia mentale. A causa della malattia del duca, la Prussia venne governata dal nipote di Alberto Giorgio Federico di Hohenzollern-Ansbach-Jägersdorf (1577–1603). Nel 1573, Alberto Federico sposò Maria Eleonora di Jülich-Kleve-Berg, dalla quale ebbe sette figlie.
Nel 1594, la figlia maggiore di Alberto Federico (di soli 14 anni), Anna sposò il figlio di Gioacchino III Federico di Brandeburgo, Giovanni Sigismondo. Il matrimonio assicurò dunque i diritti di successione anche sul trono del ducato di Prussia così come su quello di Cleves. Alla morte di Giorgio Federico, avvenuta nel 1603, la reggenza del ducato prussiano passò a Gioacchino Federico. Sempre nel 1603, il trattato di Gera venne concluso dai membri della casa di Hohenzollern, stabilendo che i loro territori non venissero divisi al loro interno per il futuro.
Gli elettori di Brandeburgo ereditarono dunque il ducato di Prussia alla morte di Alberto Federico nel 1618, ma il ducato continuò ad essere un feudo della corona polacca sino al 1656/1657. Dal momento che Giovanni Sigismondo aveva subito un colpo apoplettico nel 1616 e come conseguenza aveva subito diversi handicap fisici e mentali, sua moglie Anna governò il ducato di Prussia in suo nome sino a quando Giovanni Sigismondo non morì per un secondo colpo nel 1619, all'età di 47 anni.

### Giorgio Guglielmo (1619-1640)

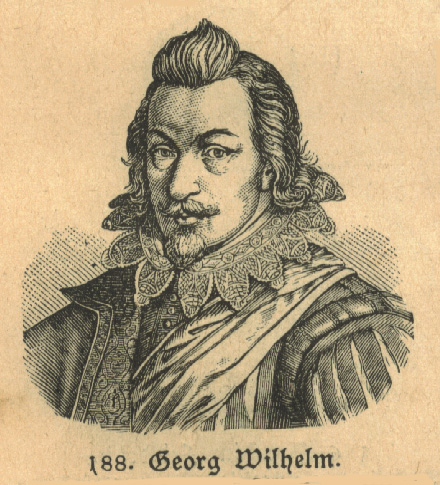
Giorgio Guglielmo di Brandeburgo

Dal 1619 al 1640, Giorgio Guglielmo divenne elettore di Brandeburgo e duca di Prussia. Egli provò, senza però riuscirci, a spezzare il predominio dell'Elettorato di Sassonia nella Provincia dell'Alta Sassonia. L'antagonismo Brandeburgo-Sassonia rendeva difficile la difesa della provincia, che venne facilmente surclassata da Albrecht von Wallenstein nel corso della guerra dei trent'anni. Mentre Giorgio Guglielmo aveva richiesto la neutralità nel conflitto, la presenza dell'esercito di Wallenstein lo costrinse ad aderire alla fazione cattolica-imperiale col trattato di Königsberg del 1627 e ad accettare l'occupazione dell'area. Quando l'Impero svedese entrò in guerra e avanzò nel Brandeburgo dopo la vittoriosa battaglia di Francoforte sull'Oder, Giorgio Guglielmo chiese nuovamente la neutralità, con Gustavo II Adolfo di Svezia che quindi costrinse Giorgio Guglielmo a schierarsi con Stoccolma occupandone i territori del Brandeburgo-Prussia e concentrando il suo esercito attorno a Berlino. Giorgio Guglielmo non concluse un'alleanza, ma consentì agli scandinavi di passare, oltre a concedere loro l'uso di due fortezze ed eventuali sussidi. Come conseguenza, le armate cattoliche ripetutamente si vendicarono razziando le terre del Brandeburgo ed altri possedimenti degli Hohenzollern.

### Federico Guglielmo (1640-1688)
Durante la guerra dei trent'anni, Giorgio Guglielmo venne succeduto da Federico Guglielmo, nato nel 1620, che divenne noto come "il Grande Elettore" (Der Große Kurfürst). Il carattere del giovane elettore era permeato dal calvinismo elaborato a Calcum, durante la sua lunga permanenza nella Repubblica delle Sette Province Unite durante il suo Grand Tour e a causa degli eventi della guerra che lo portarono ad incontrarsi con suo zio Gustavo II Adolfo di Svezia in Pomerania in occasione della sottoscrizione del trattato di Stettino, fatto che lo lasciò molto impressionato.

#### La fine della guerra dei trent'anni

Federico Guglielmo, "Grande Elettore" di Brandeburgo-Prussia

Federico Guglielmo ottenne il governo del Brandeburgo-Prussia in un periodo di profonda crisi politica, economica e demografica causata dalla guerra. Alla sua ascesa, il nuovo elettore ritirò l'esercito brandeburghese, ma l'armata venne nuovamente costituita tra il 1643/44. Federico Guglielmo riuscì a concludere la guerra per la sua patria ed a stabilire un accordo di neutralità con la Svezia e, sebbene esista un rilevante documento a tal proposito del 1641, l'accordo non venne mai ratificato dalla Svezia.
A quel tempo le forze dell'Impero svedese dominavano la Germania settentrionale e, assieme al loro alleato francese avvicinato con l'intesa di Bärwalde, la Svezia divenne forza garante della pace di Vestfalia nel 1648. La necessità degli scandinavi di controllare il Mar Baltico stabilendo domini sulle coste (dominium maris baltici) contrastava con l'ambizione di Federico Guglielmo di ottenere il controllo sull'estuario dell'Oder a Stettino, in Pomerania.
I margravi brandeburghesi avevano da lungo tempo cercato di espandersi verso nord, scatenando per tale motivo un conflitto con cui speravano di congiungere il Brandeburgo al Mar Baltico. Il trattato di Grimnitz del 1529 garantì la successione brandeburghese nel Ducato di Pomerania al momento dell'estinzione del casato regnante dei Greifen, e ciò divenne possibile alla morte del duca Boghislao XIV nel 1637. Col trattato di Stettino del 1630, Boghislao XIV aveva effettivamente concesso il controllo del ducato alla Svezia, che si rifiutò di concederlo al Brandeburgo. La pace di Vestfalia propose una spartizione del ducato tra il Brandeburgo e la Svezia, stabilendone gli esatti confini nel trattato di Stettino del 1653. La Svezia mantenne la parte occidentale, tra cui il basso Oder (Pomerania svedese), mentre il Brandeburgo ottenne la parte orientale. Federico Guglielmo era poco soddisfatto di quanto accaduto e l'acquisizione dell'intero ducato di Pomerania divenne uno dei suoi principali obbiettivi di politica estera.
Ai sensi della pace di Vestfalia, Federico Guglielmo venne ricompensato della perdita della Pomerania occidentale con la cessione della sovranità sui territori dei vescovati secolarizzati di Halberstadt e Minden e col diritto di successione al secolarizzato Arcivescovato di Magdeburgo. Con Halberstadt, il Brandeburgo-Prussia ottenne inoltre molti altri territori più piccoli, ovvero la Signoria di Derenburg, la Contea di Regenstein, la Signoria di Klettenberg e la Signoria di Lohra. Quest'ultimo passo venne voluto in particolare dalla Francia, che tentava così di bilanciare il potere degli imperatori asburgici rafforzando quello degli Hohenzollern. Nel contempo, Federico Guglielmo sfruttò questi territori come teste di ponte per la creazione del futuro dominio della Prussia.

#### Strascichi sociali del conflitto
Di tutti i territori del Brandeburgo-Prussia, l'Elettorato di Brandeburgo era tra quelli che vennero maggiormente devastati dalla guerra dei trent'anni. Già prima del conflitto la densità e la ricchezza della popolazione nell'elettorato venivano comparati a quelle di piccoli territori dell'impero, e per di più le lotte distrussero 60 città, 48 castelli e circa 5.000 villaggi. Il 50% della popolazione morì e addirittura in alcune regioni sopravvisse solo il 10% degli abitanti. La popolazione rurale, a causa dei combattimenti nelle città, scese da 300.000 a 75.000 dopo la pace di Vestfalia. Negli agglomerati urbani più importanti come Berlin-Cölln e Francoforte sull'Oder, gli abitanti calarono rispettivamente di un terzo e di due terzi. Tra gli altri territori devastati dopo la guerra figuravano la Pomerania, spopolatasi per due terzi, e Magdeburgo, una delle città più ricche dell'impero, che finì completamente bruciata durante il tragico sacco. L'ultimo ad essere colpito fu il Ducato di Prussia, che venne coinvolto solo perifericamente dalla guerra polacco-svedese, e il Vescovato di Minden. Malgrado gli sforzi volti a migliorare le condizioni del territorio oggi compreso tra Polonia e Germania, solo alla metà del XVIII secolo, la popolazione tornò ai livelli precedenti al conflitto.

#### La guerra del bestiame

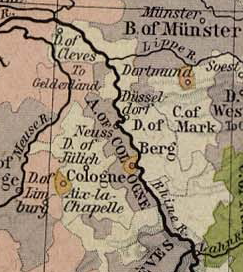
Mappa dei ducati del Basso Reno

Nel giugno del 1651 Federico Guglielmo ruppe gli accordi della pace di Vestfalia invadendo lo Jülich-Berg, spostando in tal modo l'epicentro dei suoi possedimenti presso il Cleves-Mark, nell'area del basso Reno. Il trattato di Xanten, che aveva posto fine alla guerra di successione di Jülich tra il Brandeburgo e i conti palatini nel 1614, aveva diviso i Ducati Uniti di Jülich-Kleve-Berg tra i belligeranti, con lo Jülich-Berg governato dai conti cattolici del Palatinato-Neuburg. Dopo la guerra dei trent'anni, Volfango Guglielmo del Palatinato-Neuburg contestò l'accordo del 1647, responsabile a suo dire di aver favorito i ducati protestanti a favore di Federico Guglielmo, mentre quest'ultimo insisteva affinché l'accordo venisse rispettato. Al di là dei motivi religiosi, l'invasione di Federico Guglielmo nei territori gli consentì un'indiscutibile espansione territoriale.
La diatriba aveva in sé il potenziale perché si potesse scatenare un nuovo conflitto, dal momento che Wolfgang Guglielmo era intenzionato a servirsi dell'esercito del ducato di Lorena che, malgrado la pace di Vestfalia, continuava ad operare nella regione, mentre Federico Guglielmo andava ricercando supporto presso la Repubblica delle Sette Province Unite. Quest'ultima, ad ogni modo, perseguiva una politica di neutralità e si rifiutò di allearsi a Federico Guglielmo nella campagna, che era osteggiata da diversi stati dell'Impero. Politicamente isolato, Federico Guglielmo rinunciò alla campagna dopo il trattato di Cleves, negoziando coi mediatori imperiali nell'ottobre del 1651; la sottintesa disputa religiosa venne risolta solo nel 1672. Se i confronti militari vennero evitati e l'esercito del Brandeburgo-Prussia era impegnato perlopiù ad allevare bestiame nella regione per autosostenersi durante quella campagna senza battaglie (da cui il nome della guerra), questo fatto fece calare di molto la reputazione di Federico Guglielmo.

#### La seconda guerra del nord

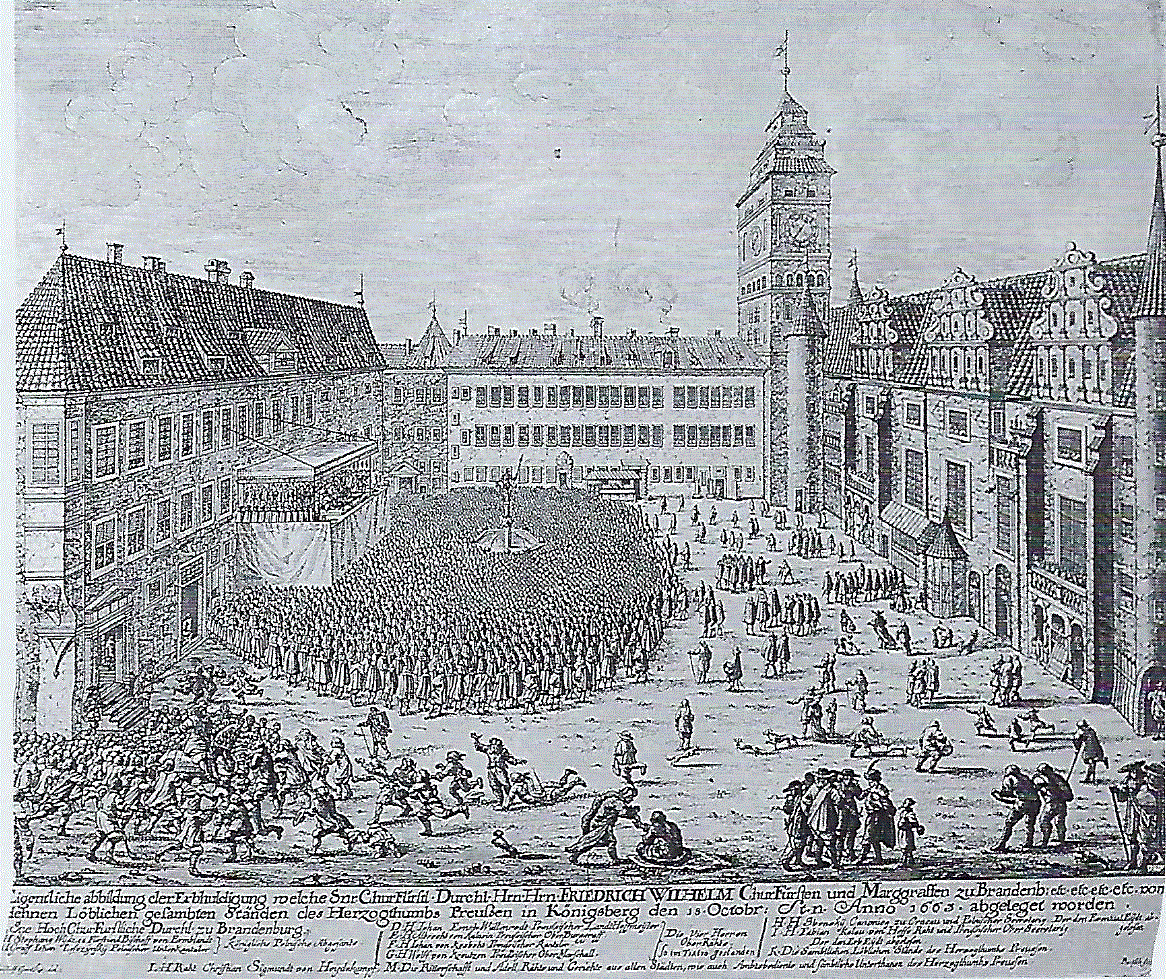
Gli stati generali prussiani rendono omaggio al sovrano Federico Guglielmo I a Castello di Königsberg, 1663.

L'invasione svedese nella Confederazione polacco-lituana nell'anno successivo, passata alla storia come diluvio, portò allo scoppio della seconda guerra del nord. Federico Guglielmo offrì protezione alle città prussiane concludendo il trattato di Rinsk, ma bisognava vincere la supremazia militare svedese se si voleva sperare che essa si ritirasse dal ducato prussiano. Inseguito dalle forze scandinave verso la capitale prussiana Königsberg, Federico Guglielmo fece pace e si alleò con la Svezia, ponendo il ducato di Prussia e l'Ermland come feudi di Carlo X Gustavo di Svezia col trattato di Königsberg stipulato nel gennaio del 1656. L'alleanza si dimostrò vincente nella battaglia di Varsavia del giugno di quell'anno, permettendo all'elettore di accrescere la sua reputazione interna. Le continue pressioni su Carlo X Gustavo portarono quest'ultimo a concedere la piena sovranità a Federico Guglielmo sulla Prussia ducale e sull'Ermland con l'intesa di Lubiau del novembre del 1656, finalizzata a preservare la prosecuzione dell'alleanza. Il trattato di Radnot, concluso nel dicembre del medesimo anno dalla Svezia e dai suoi alleati, concedeva inoltre la Grande Polonia al Brandeburgo-Prussia in caso di vittoria.
Quando venne a formarsi una coalizione anti-svedese, Federico Guglielmo cambiò bandiera e si schierò col re Giovanni II Casimiro di Polonia, che gli confermò, ai sensi del trattato di Bromberg del 1657, la sovranità sulla Prussia, ma non sull'Ermland. Ai sensi del documento, si statuì che il ducato sarebbe legalmente tornato alla Polonia nel caso in cui la linea dinastica degli Hohenzollern si fosse estinta. La sovranità degli Hohenzollern nel ducato prussiano venne confermata dalla pace di Oliva, con la quale si pose fine alla guerra nel 1660. Le campagne brandeburghesi-prussiane nella Pomerania svedese ebbero un esito interlocutorio e non generarono risultati stabili.

#### Guerre in Olanda e Scania
Nel 1672, quando scoppiò la guerra d'Olanda, il Brandeburgo-Prussia ne fu coinvolto quando decise di schierarsi al fianco della Repubblica delle Sette Province Unite. Quest'alleanza si basava su un accordo risalente al 1669 ed aveva già portato all'occupazione francese di Cleves. Nel giugno del 1673 Federico Guglielmo scelse di abbandonare l'alleanza olandese e concluse un trattato separato con la Francia, chiedendo in cambio la restituzione di Cleves. Quando il Sacro Romano Impero dichiarò guerra alla Francia (Reichskrieg), il Brandeburgo-Prussia cambiò nuovamente bandiera e si alleò con le forze imperiali. Parigi reagì esercitando delle pressioni sul suo alleato svedese al fine riprendere gli attacchi al Brandeburgo-Prussia da nord. Carlo XI di Svezia, dipendente dai sussidi transalpini, pur riluttante, occupò la Uckermark brandeburghese nel 1674, scatenando in Germania la cosiddetta guerra di Scania o guerra brandeburgo-svedese. Federico Guglielmo agì prontamente marciando con il suo esercito dal Reno alla regione settentrionale del Brandeburgo, ove incontrò l'esercito svedese che si era impantanato nel tentativo di attraversare una palude, scontrandosi con questo nella battaglia di Fehrbellin (1675). Malgrado lo scontro non rappresentò più di una semplice schermaglia, la vittoria per Federico Guglielmo si tramutò in un trionfo dal grande significato simbolico. Sulla scia dell'entusiasmo, "Grande Elettore" scagliò infatti una controffensiva volta a inseguire le forze svedesi durante la loro ritirata verso la Pomerania svedese.

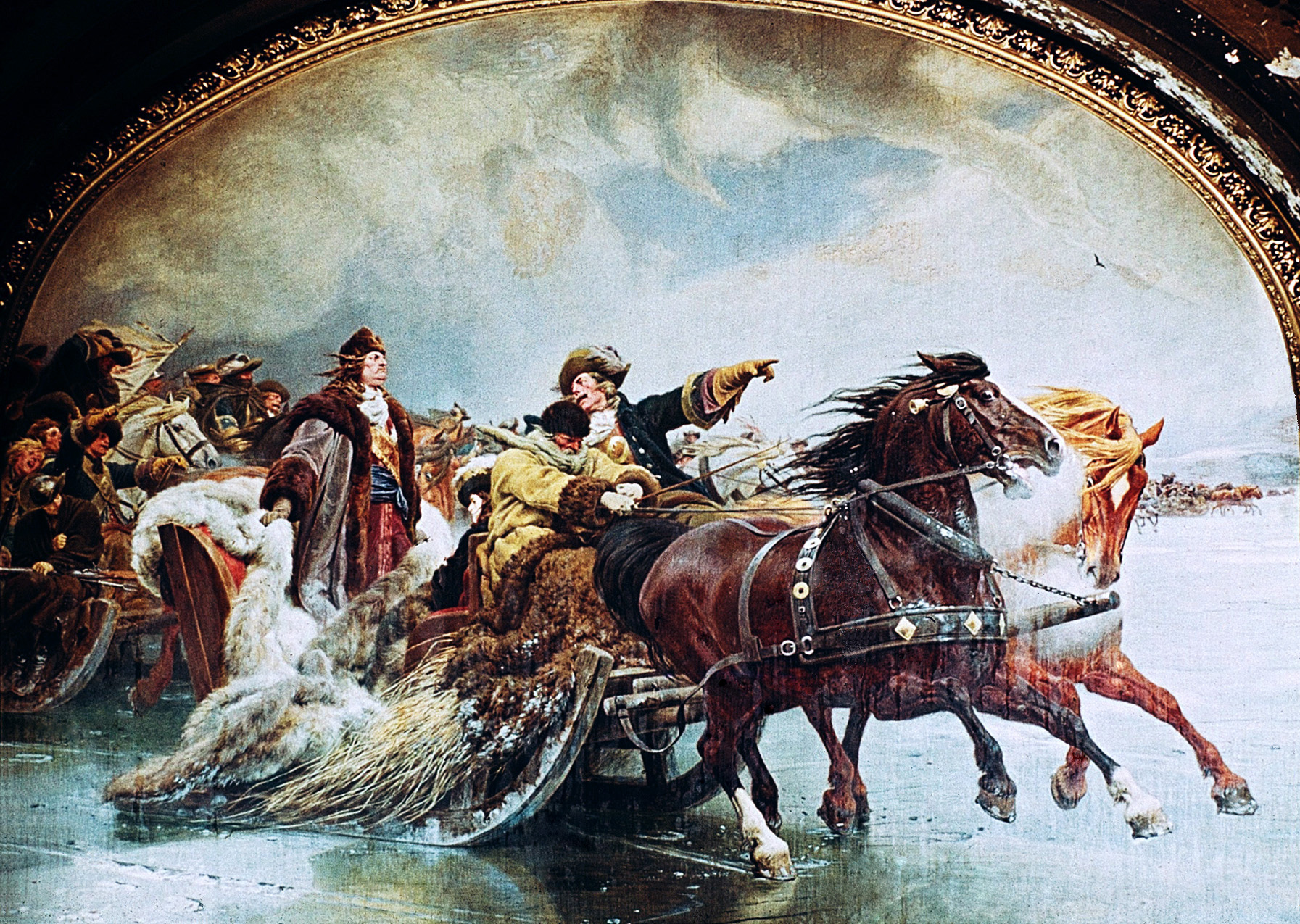
Grande inseguimento in slitta (1678): Federico Guglielmo insegue le truppe svedesi lungo la Laguna dei Curi ghiacciata; affresco di Wilhelm Simmler, 1891 circa

Considerate le difficoltà legate alle lotte, il re polacco Giovanni III Sobieski ipotizzò di ripristinare la sovranità polacca sul ducato di Prussia e, a tal scopo, egli concluse un'alleanza con la Francia l'11 giugno 1675. Parigi promise assistenza e sussidi, mentre Sobieski in cambio permise alla Francia di compiere dei reclutamenti nella Confederazione polacco-lituana e di assistere l'Ungheria, in modo da distrarre gli Asburgo dalla loro guerra contro la Francia. Perché questo piano funzionasse, Varsavia doveva prima concludere la sua guerra contro l'Impero ottomano, ove la Francia aveva lungamente fallito. Successivamente, Sobieski si oppose al Papato e l'opposizione cattolica interna portò a notevoli crepe tra i vari partiti aristocratici. Benché il trattato di Żurawno pose fine alla guerra polacco-ottomana del 1676, Sobieski preferì schierarsi con l'imperatore e i piani per una campagna prussiana si arenarono.
Dal 1678 Federico Guglielmo aveva quasi sottomesso la Pomerania svedese a seguito dell'assedio di Stralsund e l'aveva occupata quasi completamente per mezzo della spedizione di Rügen, guidata dalla Danimarca-Norvegia. Questo fatto venne seguito da un altro successo riportato contro la Svezia, coinciso con quando Federico Guglielmo scacciò gli svedesi dalla Prussia nel cosiddetto grande inseguimento in slitta. Quando Luigi XIV di Francia concluse la guerra olandese col trattato di Nimega, egli fece marciare le sue armate ad est per aiutare l'alleato svedese e costrinse Federico Guglielmo essenzialmente ad accettare allo status quo ante bellum col trattato di Saint-Germain-en-Laye del 1679. Sebbene la guerra di Scania avesse portato solo a piccole conquiste territoriali, il Brandeburgo-Prussia ottenne maggior prestigio e considerazione in Europa.

#### La guerra di corsa ispano-brandeburghese
Cercando di recuperare dalla Spagna un debito di 1,8 milioni di talleri, che quest'ultima si rifiutava di onorare, Federico Guglielmo diede nel 1680 il via ad una guerra di corsa contro la Spagna, con l'intento di utilizzare l'equivalente dovuto con i bottini ottenuti dalla conquista di mercantili spagnoli. Tuttavia, dopo alcuni limitati successi nel Mare del Nord e nei Caraibi, una squadra navale della giovane Marina brandeburghese subì il 30 settembre 1681 una sonora sconfitta al largo di Capo San Vincenzo, nel Portogallo meridionale, ove si era spinta allo scopo di intercettare uno dei ricchi convogli spagnoli provenienti dalle colonie americane. A causa dei risultati limitati e delle proteste delle altre potenze europee, Federico Guglielmo rinunciò alla guerra di corsa.

### Federico III (I) (1688-1713)
Federico III di Brandeburgo, dal 1701 detto anche Federico I di Prussia, nacque a Königsberg nel 1657. Già negli ultimi anni del regno di suo padre, le amichevoli relazioni con la Francia stabilite dopo il trattato di Saint-Germain-en-Laye del 1679 si erano raffreddate, principalmente a causa della questione degli ugonotti regolata dall'editto di Potsdam. Nel 1686, Federico Guglielmo si rivolse alla casa degli Asburgo e concluse un'alleanza con l'imperatore il 22 dicembre 1686. Affinché si concludesse tale intesa, Federico Guglielmo rinunciò ai propri diritti sulla Slesia in favore della casata regnante in Austria ed in cambio ricevette la Contea di Schwiebus, situata al confine con la Neumark. Federico, presente ai negoziati come principe ereditario, assicurò gli Asburgo della continuazione dell'alleanza una volta che egli stesso avesse raggiunto il trono prussiano, e segretamente concluse un emendamento per far tornare la contea di Schwiebus in cambio della Slesia, come effettivamente sarebbe poi accaduto nel 1694. Per la durata del suo regno, il Brandeburgo-Prussia rimase un alleato asburgico ed impiegò ripetutamente le proprie truppe per combattere i francesi. Nel 1693, Federico III iniziò a sondare la possibilità di ottenere un'elevazione del proprio status dagli Asburgo a Vienna e, mentre il primo tentativo rimase senza successo, l'elevazione a monarca rimase il primo obiettivo della sua agenda politica.
Tale ultimo proposito, ritenuto non un mero orpello decorativo, proseguiva la necessità di dimostrare al resto del continente che la Prussia poteva annoverarsi tra le principali potenze. Sebbene Federico III godesse già dello status elevato di principe elettore, questo titolo onorifico apparteneva anche a Massimiliano I di Baviera dal 1623, nonché all'Elettore del Palatinato, dalla pace di Vestfalia del 1648, ed a Ernesto Augusto, della casata di Hannover, dal 1692. Il gruppo sopra menzionato formava il circolo esclusivo dei principi elettori, composto da nove membri, sei dei quali erano principi secolari. Grazie a tale organo consultivo, Augusto il Forte, Elettore di Sassonia, si assicurò la corona polacca nel 1697 e la casa di Hannover il trono britannico. Nella prospettiva di Federico III, lo stato di stagnazione in cui stavano vessando i suoi domini lo avrebbe portato ad una perdita di potere e questa prospettiva sembrò essere confermata quando i regnanti d'Europa ignorarono la posizione del Brandeburgo-Prussia nel trattato di Rijswijk (1697).
Federico decise dunque di elevare il ducato di Prussia a regno, sebbene fosse cosciente del fatto che nel Sacro Romano Impero nessuno potesse chiamarsi re ad eccezione dell'imperatore e del re di Boemia. Ad ogni modo, la Prussia rimaneva al di fuori dei confini e gli Hohenzollern detenevano una piena sovranità sui loro territori. La praticabilità di questo piano venne messa in dubbio da molti dei suoi consiglieri, e in ogni caso la corona sarebbe stata valida solo se riconosciuta dalla nobiltà europea oltre che dall'imperatore. Nel 1699, i negoziati ripresero con l'imperatore Leopoldo I, il quale aveva notoriamente bisogno di alleati per la affrontare la guerra di successione spagnola, che stava per scoppiare. Il 16 novembre 1700 l'imperatore approvò l'incoronazione di Federico col Krontraktat ("Trattato della corona"). Per evitare lo scoppio di problematiche nelle relazioni diplomatiche e in segno di rispetto verso la Confederazione polacco-lituana, che deteneva le province della Prussia reale e dell'Ermland, venne concordato che Federico avrebbe assunto in titolo di "re in Prussia" anziché re "di" Prussia. L'impero britannico e la Repubblica delle Sette Province Unite, per ragioni simili a quelle dell'imperatore, ritennero valida l'elevazione di Federico e la sua incoronazione.

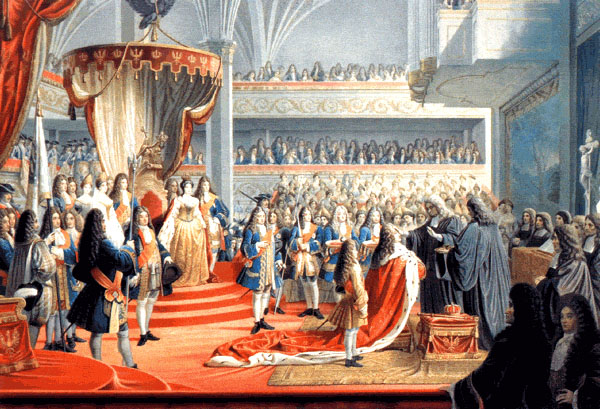
Unzione di Federico III (I) dopo la sua incoronazione a Re in Prussia a Königsberg, 1701.

Il 17 gennaio 1701 Federico creò il suo nuovo stemma, l'aquila nera prussiana, con tanto di motto, cuique suum. Il 18 gennaio egli s'incoronò con la moglie Sofia Carlotta in una sfarzosa cerimonia tenutasi al castello di Königsberg.
Il 28 gennaio successivo, Augusto il Forte, pur non essendo ancora re di Polonia ma solo elettore di Sassonia, si congratulò con Federico. Nel febbraio di quell'anno la Danimarca-Norvegia accettò l'elevazione di Federico nella speranza di ottenere un alleato in più nella grande guerra del nord e, per le medesime ragioni, nel 1701 il regno prussiano venne accettato dallo zar di Russia; gran parte dei principi del Sacro Romano Impero seguì la medesima scelta. Carlo XII di Svezia accettò Federico come re prussiano nel 1703, mentre nel 1713 Francia e Spagna accettarono anch'esse lo status regale di Federico.
L'incoronazione non venne accettata invece dall'Ordine Teutonico, che malgrado la secolarizzazione del Ducato di Prussia, avvenuta nel 1525, continuava a rivendicare il possesso della regione. Il Gran Maestro dell'Ordine protestò presso la corte imperiale ed il papa inviò una circolare a tutti i reggenti cattolici affinché non accettassero lo status regale di Federico. Sino al 1787, i documenti papali continuarono a parlare dei re prussiani come "Margravi del Brandeburgo" proprio per sottolineare il mancato riconoscimento di quel trono da parte della Santa Sede. Nemmeno la Confederazione polacco-lituana riconobbe il trono prussiano, vedendo in pericolo la Prussia reale e solo nel 1764 la sovranità del re di Prussia venne accettata.
Dal momento che il Brandeburgo era ancora legalmente parte del Sacro Romano Impero, l'unione personale tra Brandeburgo e Prussia tecnicamente continuò sino alla dissoluzione dell'impero nel 1806. Dal momento che però già nel XVIII secolo il potere imperiale era solo formale, de facto il Brandeburgo venne trattato alla stregua di una provincia del regno di Prussia, pur riconoscendo e accettando la sovranità dell'imperatore su una parte dei propri territori.

## Politica

### Apparato amministrativo
A metà del XVI secolo i margravi di Brandeburgo erano divenuti fortemente indipendenti dagli stati generali locali (conti, signori locali, cavalieri e villaggi, ma nessun prelato per via della Riforma protestante del 1538). Le liberalità del margraviato e la gestione delle tasse erano controllate dal Kreditwerk, un'istituzione non controllata dall'elettore, e la Großer Ausschuß ("Gran Commissione") degli stati. Queste risultarono le concessioni eseguite da Gioacchino II nel 1541 in cambio di aiuto finanziario da parte degli stati generale, anche se il Kreditwerk era finito in bancarotta tra il 1618 ed il 1625. Il margravio dovette inoltre cedere il diritto di veto agli stati generali per tutte le questioni «per il bene del paese», nelle contese legali e nella vendita delle proprietà statali.
Allo scopo di ridurre l'influenza degli stati generali, Gioacchino Federico nel 1604 aveva creato un consiglio chiamato Geheimer Rat für die Kurmark ("Consiglio Segreto per l'Elettorato"), che al posto degli stati generali aveva la funzione di supremo consiglio dell'elettore. Mentre il consiglio venne stabilito in maniera permanente nel 1613, esso fallì nell'ottenere una qualsiasi influenza nella vita dello stato sino al 1651, a causa della guerra dei trent'anni.
Sino a dopo quest'ultimo conflitto, i territori del Brandeburgo-Prussia rimasero politicamente indipendenti l'uno dall'altro, connessi solo da un comune feudatario superiore. Federico Guglielmo si preoccupò di revisionare la trasformazione dall'unione personale a unione reale, iniziando a centralizzare il governo del Brandeburgo-Prussia col tentativo di fondare il Geheimer Rat come autorità centrale per entrambi i territori nel 1651, ma questo progetto si dimostrò impraticabile. Al contrario, l'elettore continuò a nominare un governatore (Kurfürstlicher Rat) per ciascun territorio, il quale in molti casi era un membro del Geheimer Rat. L'istituzione più potente nei territori rimase i governi degli stati generali (Landständische Regierung, chiamati Oberratsstube in Prussia e Geheime Landesregierung a Mark e Cleves), che erano le più alte agenzie di governo riguardo alla giurisdizione, all'amministrazione ed alla finanza locale. L'elettore tentò di bilanciare i governi degli stati generali con la creazione dell'Amtskammer per amministrare e coordinare i domini dell'elettore, la tassazione ed i privilegi. Queste camere vennero introdotte dapprima in Brandeburgo nel 1652, poi a Cleves e Mark nel 1653, in Pomerania nel 1654, in Prussia nel 1661 e in Magdeburgo nel 1680. Sempre nel 1680, il Kreditwerk passò sotto l'egida dell'elettore.
L'esercizio della tassazione da parte di Federico Guglielmo (Akzise), che dal 1667 rimpiazzò il tradizionale sistema di riscossione delle tasse in Brandeburgo ed in Prussia, era essenzialmente destinato al sostentamento dell'esercito stabile, che venne creato dall'elettore senza consultare gli stati generali. La conclusione della seconda guerra del nord aveva rafforzato politicamente l'elettore, permettendogli di riformare la costituzione di Cleves e Mark nel 1660 e nel 1661 per introdurre ufficiali leali a lui e indipendenti dagli stati generali locali. Nel ducato di Prussia, egli confermò i tradizionali privilegi agli stati nel 1663, ma questi ultimi accettarono le riconferme a patto che tali privilegi non fossero usati dall'elettore per esercitare interferenze nel governo locale. Come in Brandeburgo, Federico ignorò i privilegi degli stati generali prussiani di confermare o porre il veto sulle tasse decretate dall'elettore stesso; mentre nel 1656 l'Akzise venne creata col consenso degli stati, l'elettore incamerava tasse con la forza, senza che queste venissero approvate dagli stati generali prussiani dal 1674. Sino al 1704, gli stati generali prussiani avevano de facto demandato i loro diritti di approvare la tassazione dell'elettore pur essendo titolati a farlo. Nel 1682 l'elettore introdusse un'Akzise in Pomerania e nel 1688 in Magdeburgo, mentre a Cleves e Mark un'Akzise venne introdotta solo tra il 1716 ed il 1720. Per le riforme di Federico Guglielmo, le entrate statali incrementarono sotto il suo regno, ed il livello di tassazione raggiunse un peso per la popolazione doppio di quanto si pagasse in Francia nella medesima epoca.
Sotto il governo di Federico III (I), i territori prussiani e brandeburghesi furono de facto ridotti a province del Regno di Prussia. Il testamento di Federico Guglielmo avrebbe voluto dividere il Brandeburgo-Prussia tra i suoi figli, ma il primogenito Federico III, sulla base di un accordo con l'imperatore, ne divenne l'unico sovrano col trattato di Gera, che proibiva inoltre la futura divisione dei territori degli Hohenzollern. Nel 1689, venne creata una nuova camera centrale per tutti i territori brandeburgo-prussiani, detta Geheime Hofkammer (dal 1713: Generalfinanzdirektorium). Questa camera ebbe le funzioni di agenzia governativa superiore per le Amtskammer dei due territori. Il Commissariato Generale di Guerra (Generalkriegskommissariat) emerse come seconda agenzia generale, superiore alle locali agenzie del Kriegskommissariat, inizialmente concentrata sull'amministrazione dell'esercito, ma dal 1712 trasformata in un'agenzia col compito di raccogliere tasse ed esercitare funzioni di polizia.

### Suddivisioni amministrative
| Nome                           | Anno di acquisizione | Note |
| ------------------------------ | -------------------- | --- |
| Margraviato di Brandeburgo     |                      | Territorio originario, elettorato del Sacro Romano Impero |
| Ducato di Kleve                | 1614                 | Trattato di Xanten |
| Contea di Mark                 | 1614                 | Trattato di Xanten |
| Contea di Ravensberg           | 1614                 | Trattato di Xanten |
| Ravenstein                     | 1614                 | Trattato di Xanten |
| Ducato di Prussia              | 1618                 | Successione come vassallo polacco, vassallo svedese nel 1656 (trattato di Königsberg), stato sovrano dal 1656 (trattato di Labiau con la Svezia) e 1657 (trattato di Wehlau-Bromberg con la Confederazione polacco-lituana), confermato nel 1660 dai firmatari della pace di Oliva |
| Principato vescovile di Minden | 1648                 | Pace di Vestfalia |
| Principato di Halberstadt      | 1648                 | Pace di Vestfalia |
| Pomerania orientale con Cammin | 1653                 | Trattato di Grimnitz (formalmente); pace di Vestfalia (formalmente); trattato di Stettino (incorporazione); espansa leggermente con il trattato di Saint-Germain-en-Laye (1679) |
| Ermland (Ermeland, Warmia)     | 1656                 | Trattato di Königsberg (feudo svedese), stato sovrano dal 1656 (trattato di Labiau), perso nel 1657 (trattato di Bromberg) |
| Lauenburg e Bütow              | 1657                 | Trattato di Bromberg |
| Draheim                        | 1657                 | Trattato di Bromberg |
| Ducato di Magdeburgo           | 1680                 | Successione basata su quanto stabilito dalla pace di Vestfalia |

(Kotulla (2008), p. 261)

### Forze armate

#### Esercito

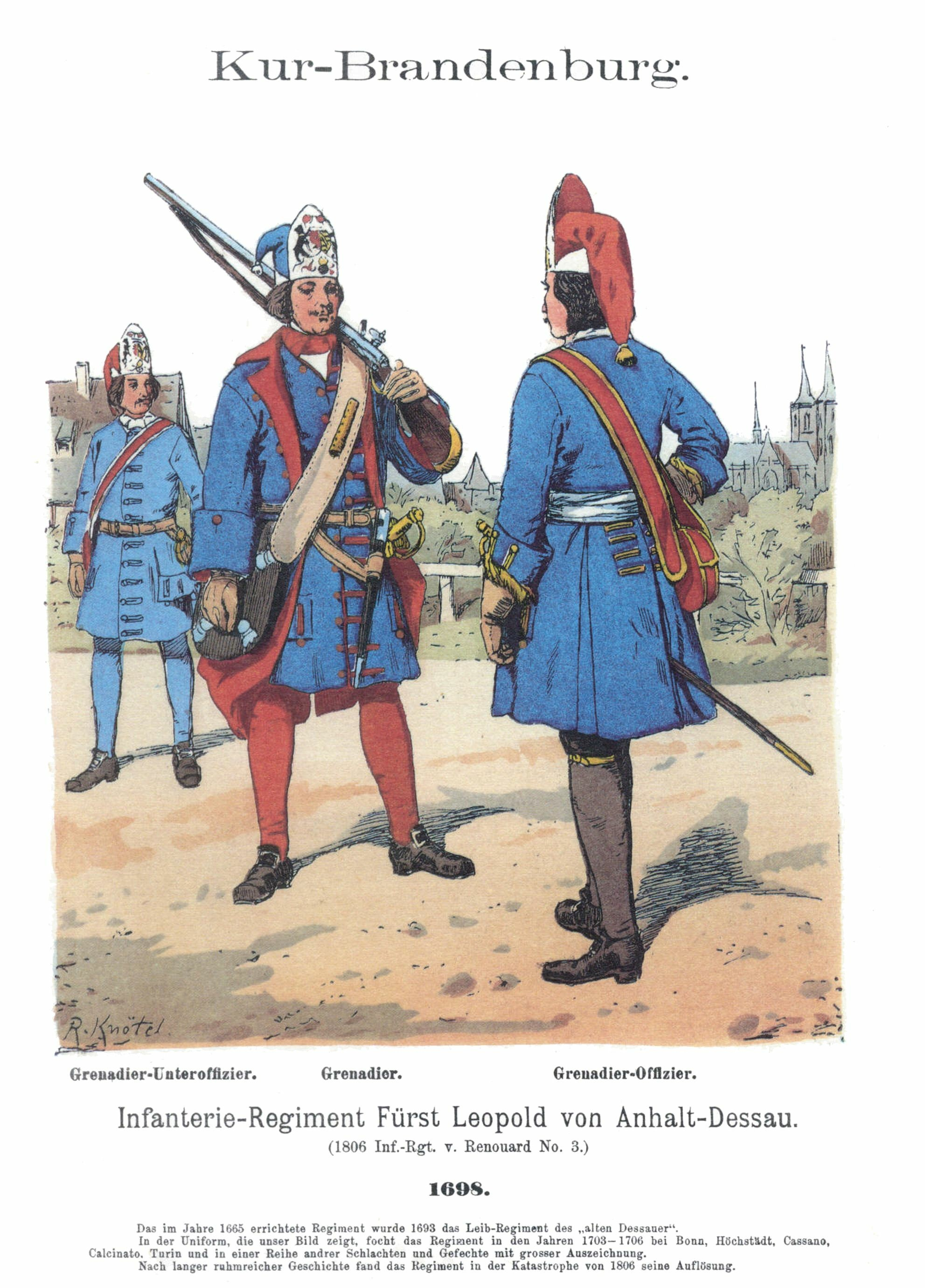
Uniformi dell'esercito del Brandeburgo-Prussia nel 1698

In virtù delle esperienze vissute in tempo di guerra, il "Grande Elettore" Federico Guglielmo si era convinto che il Brandeburgo-Prussia dovesse prevalere nella regione a livello militare con un esercito permanente. Tradizionalmente, la formazione e il finanziamento di un esercito di riserva risultava un privilegio esclusivo degli stati, cosa che Federico Guglielmo sapeva bene. Al fine di espandere ulteriormente le proprie armate in tempo di pace, egli aveva ottenuto il consenso del landtag con un decreto emesso il 26 luglio 1653. In cambio, egli confermò molti privilegi ai cavalieri, tra cui l'esenzione dalle tasse nonché il mantenimento della giurisdizione personale e del potere di polizia nei loro possedimenti (Patrimonialgerichtsbarkeit) oltre al mantenimento della condizione della servitù della gleba (Leibeigenschaft, Bauernlegen).
In principio, i contributi vennero limitati a sei anni, anche se poi Federico Guglielmo continuò obbligando i vari strati sociali al pagamento delle tasse sino al completamento del suo ambizioso progetto. I contributi vennero confermati nel 1662, ma trasformati dal 1666 in una vera e propria tassa governativa. Sino al 1657 le città avevano contribuito non con la messa a disposizione di soldati, ma con pagamenti in denaro a favore dei suoi uomini. I combattenti, in una prima fase limitati a 8.000 uomini, salirono presto a 25.000 effettivi e poi a 30.000 nel 1688. Tramite quest'aumento Federico Guglielmo era riuscito a finanziare il suo nuovo esercito, il cui scopo appariva chiaramente quello di garantire sicurezza alla sua nazione e provare a imporsi nello scenario della Germania settentrionale. Tuttavia, dal 1688 i costi ammontavano già alla considerevole somma di 1.500.000 talleri, ovvero alla metà del bilancio statale disponibile.

#### Marina
Il Brandeburgo-Prussia fondò una marina militare e delle colonie durante il regno di Federico Guglielmo. Il "Grande Elettore" aveva trascorso gran parte della propria infanzia alla corte pomerana e nelle città portuali di Wolgast (1631-1633) e Stettino (1633-1635), e successivamente aveva studiato nelle università olandesi di Leida e dell'Aia (1635-1638). Quando Federico Guglielmo divenne elettore nel 1640, egli invitò ingegneri olandesi in Brandeburgo ed inviò degli ingegneri brandeburghesi a studiare nei Paesi Bassi, e nel 1646 sposò la contessa Luisa Enrichetta della casata olandese di Orange-Nassau. Dopo la guerra dei trent'anni, Federico Guglielmo tentò di acquisire delle finanze per ricostruire il proprio paese partecipando al commercio oltremare, e tentando addirittura di formare una Compagnia delle Indie Orientali brandeburgo-prussiana. Egli assunse l'ammiraglio olandese Aernoult Gijsels van Lier come suo consigliere e tentò di persuadere l'imperatore ed i principi tedeschi a prendere parte alla sua impresa. L'imperatore, ad ogni modo, declinò l'offerta considerandola pericolosa e di disturbo nei confronti degli interessi di altre potenze europee. Nel 1651, Federico Guglielmo acquistò le località danesi di Dansborg e Tranquebar per 120.000 reichstaler. Dal momento che Federico Guglielmo non disponeva della somma necessaria, egli chiese alla popolazione di alcune città anseatiche di investire nel progetto, ma dal momento che non fu in grado comunque di raccogliere la somma prevista, il trattato con la Danimarca venne reso nullo nel 1653.
| Marina brandeburgo-prussiana | Marina brandeburgo-prussiana | Marina brandeburgo-prussiana | Marina brandeburgo-prussiana | Marina brandeburgo-prussiana | Marina brandeburgo-prussiana | Marina brandeburgo-prussiana |
| Tipologia di vascello | Numero di navi               | Numero di navi               | Numero di navi               | Numero di navi               | Numero di navi               | Numero di navi               |
| Tipologia di vascello | 1675                         | 1680                         | 1684                         | 1689                         | 1696                         | 1700                         |
| --- | ---------------------------- | ---------------------------- | ---------------------------- | ---------------------------- | ---------------------------- | ---------------------------- |
| fregate | 6                            | 15                           | 16                           | 12                           | 6                            | 4                            |
| fluyt | 1                            | 0                            | 3                            | 4                            | 2                            | 0                            |
| Schnaue | 0                            | 1                            | 5                            | 4                            | 1                            | 0                            |
| Galiote | 0                            | 5                            | 4                            | 2                            | 1                            | 0                            |
| yacht | 1                            | 4                            | 4                            | 5                            | 5                            | 5                            |
| altre | 1                            | 1                            | 2                            | 1                            | 4                            | 3                            |
| Fonte: van der Heyden (2001), p. 17. Numero totale di navi europee nel 1669: 25,000 Numero totale di navi olandesi nel 1669: 16,000 Fonte: Van der Heyden (2001), p. 21. |                              |                              |                              |                              |                              |                              |

Nel 1675, dopo la vittoria a Fehrbellin e l'avanzata del Brandeburgo-Prussia nella Pomerania svedese durante la guerra di Scania, Federico Guglielmo decise di fondare una marina militare. Egli ingaggiò a questo scopo il mercante e armatore olandese Benjamin Raule quale suo consigliere, il quale, dopo un personale incontro con Federico Guglielmo nel 1675, si stabilì definitivamente nel Brandeburgo nel 1676 e divenne la principale figura dell'impresa navale e coloniale del Brandeburgo-Prussia. La marina brandeburgo-prussiana venne costituita inizialmente con dieci navi che Federico Guglielmo acquistò da Raule, ottenendo i propri primi successi nella guerra contro la Svezia, appoggiando l'assedio di Stralsund e Stettino e l'invasione di Rügen. A Pillau (oggi Baltiysk), sulla costa prussiana orientale, Raule fondò un porto e ne migliorò le comunicazioni.
Dopo il trattato di Saint-Germain-en-Laye del 1679, la marina venne utilizzata per contrastare le navi svedesi nel Mar Baltico, e nel 1680, sei vascelli brandeburgo-prussiani catturarono il vascello spagnolo Carolus Secundus presso Ostenda per far pressione sulla Spagna affinché pagasse i sussidi promessi e diede così inizio ad una guerra di corsa contro la Spagna. Un tentativo di catturare le navi onerarie spagnole, che portavano in Europa l'argento dalle colonie, terminò con una sonora sconfitta (30 settembre 1681), che pose fine alla guerra. Negli anni successivi, la marina venne espansa, e la politica di prendere navi in affitto venne sostituita da quella di fabbricarle o acquistarle. Il 1º ottobre 1684 Federico Guglielmo comprò tutte le navi che aveva preso precedentemente già in affitto per 110.000 talleri. Sempre nel 1684, il porto di Emden in Frisia orientale venne sostituito da quello di Pillau come principale base navale brandeburgo-prussiana. Sebbene Emden non fosse parte del Brandeburgo-Prussia, l'elettore deteneva la proprietà del vicino castello di Greetsiel e negoziò comunque per mantenere una guarnigione in loco.

### Politica coloniale

#### La Costa d'Oro africana

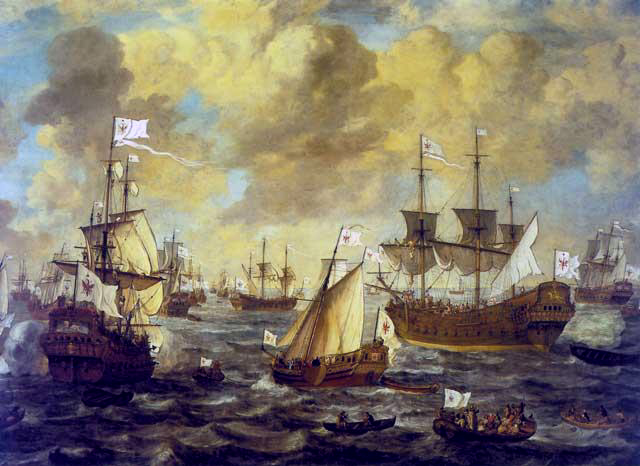
La Marina del Brandeburgo in mare aperto di Lieve Pietersz Verschuir, 1684.

Nel 1679 Raule presentò a Federico Guglielmo un piano per fondare delle colonie nella Guinea africana e l'elettore lo approvò. Nel luglio del 1680, Federico Guglielmo inviò delle ispezioni e due navi vennero prescelte per iniziare a creare i primi contatti con le tribù africane ed esplorare possibili aree dove sarebbero potute sorgere le colonie. Il 17 settembre la fregata Wappen von Brandenburg ("Stemma di Brandeburgo") e la Morian (termine poetico per Mohr, "Negro") lasciarono la madrepatria alla volta della Guinea. La nave raggiunse la Guinea nel gennaio del 1681. Dal momento che la ciurma della Wappen von Brandenburg era riuscita a vendere un barile di brandy agli africani in un territorio conteso della Compagnia olandese delle Indie orientali, quest'ultima confiscò la nave nel marzo di quell'anno. I marinai della nave rimanente, la Morian, riuscirono a firmare tre contratti commerciali coi capi tribù locali il 16 maggio, prima che gli olandesi decidessero di espellere il vascello dalle acque costiere. Questo trattato, ufficialmente dichiarato come accordo commerciale, includeva una clausola di sottomissione dei capi alla signoria di Federico Guglielmo e dava possibilità al Brandeburgo-Prussia di stabilire un forte in loco, dando così inizio all'era coloniale del Brandeburgo-Prussia.
Per facilitare le spedizioni coloniali, il 7 marzo 1682 venne fondata la Compagnia brandeburghese africana, inizialmente con quartier generale a Berlino e porto principale a Pillau, trasferito dal 1683 a Emden. Dopo quest'esperienza, le spedizioni vennero finanziate essenzialmente con capitali privati, tra cui quelli degli stessi Raule e Federico Guglielmo. Nel luglio del 1682, una spedizione promossa dal prussiano Otto Friedrich von der Groeben venne inviata in Guinea per erigere la fortezza di Großfriedrichsburg. Il 24 febbraio 1684 venne siglato un altro trattato coi capi indigeni, che permise l'erezione di un secondo forte nei pressi di Accada (oggi Akwidaa), col nome di Dorotheenschanze dalla seconda moglie di Federico Guglielmo. Il 4 febbraio 1685 venne siglato un trattato coi capi di Taccararay (oggi Takoradi), 30 chilometri ad est di Großfriedrichsburg. Un quarto forte venne costruito nella primavera successiva presso il villaggio di Taccrama, tra Großfriedrichsburg e Dorotheenschanze, chiamato Loge o Sophie-Louise-Schanze. Complessivamente, la colonia comprendeva circa 50 chilometri di linea costiera e non si estendeva all'interno del territorio.

#### Arguin

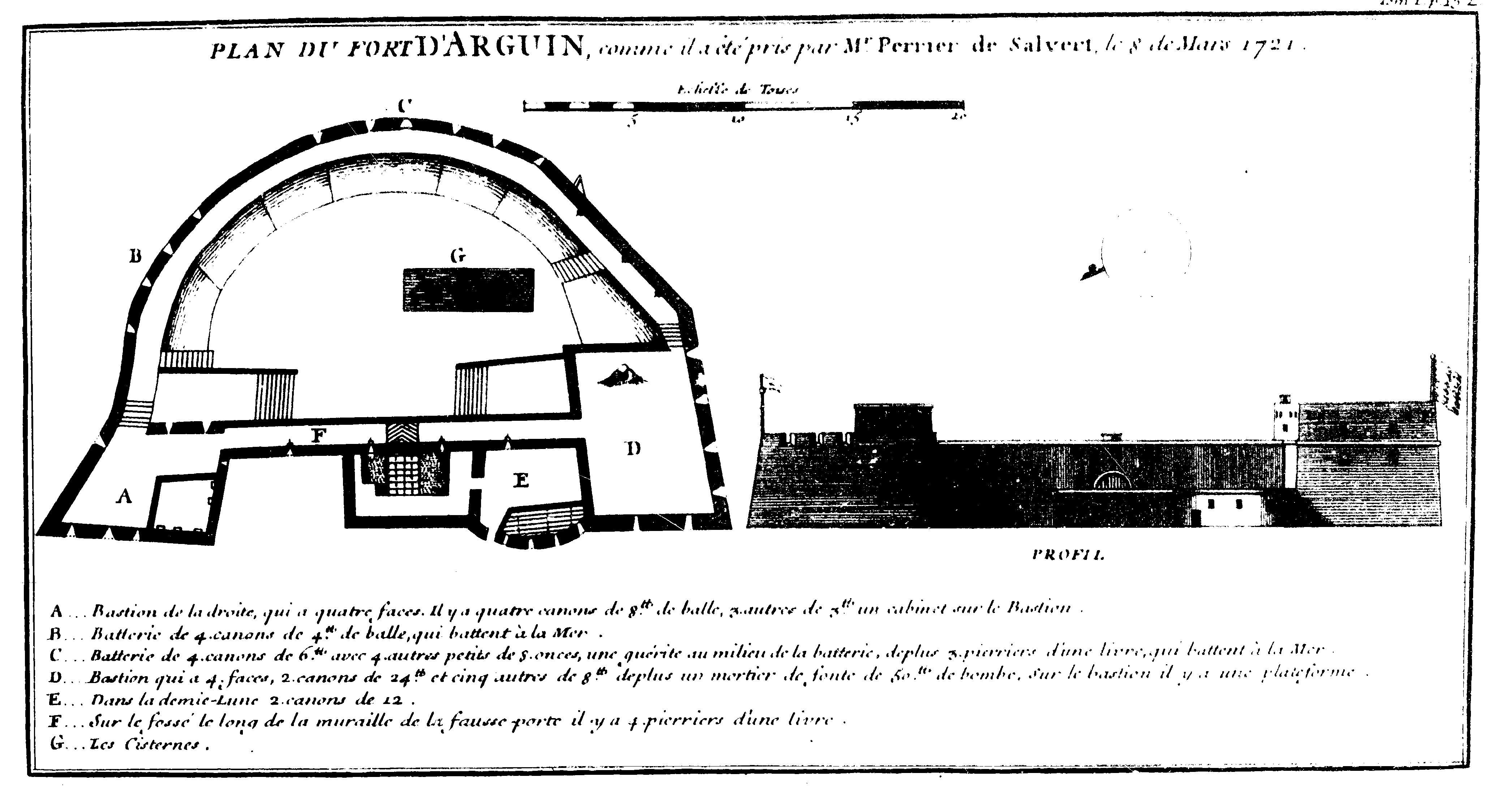
Il forte di Arguin (1721)

Una seconda colonia venne fondata nell'arcipelago di Arguin, presso le coste dell'Africa occidentale (oggi parte della Mauritania). A differenza della colonia della Guinea, Arguin era già stata una colonia: nel 1520, il Portogallo aveva costruito un forte sull'isola principale dell'area, che passò poi sotto il controllo della Spagna, come tutto il Portogallo dal 1580. Nel 1638 la colonia venne conquistata dalla Repubblica delle Sette Province Unite e nel 1678 dalla Francia, che a causa degli alti costi di mantenimento l'abbandonò e vi demolì il forte poco dopo. Il 27 luglio 1685 venne organizzata una spedizione da Federico Guglielmo e da Raule, che prese possesso della colonia vacante il 1º ottobre. Successivamente, il forte venne ricostruito ed i contatti con la popolazione indigena vennero ripresi. La Francia, allarmata, inviò un vascello per riconquistare il forte sul finire del 1687, ma l'attacco della fregata francese e di un vascello più piccolo venne ostacolato dalla guarnigione brandeburgo-prussiana. La vittoria migliorò le relazioni con gl'indigeni, molti dei quali erano stati scontenti del dominio francese, che aveva lo scopo essenzialmente di trarre schiavi dall'isola. Sebbene Arguin non raggiungesse l'importanza economica di Großfriedrichsburg, fu comunque un'esperienza coloniale significativa per il Brandeburgo-Prussia.

#### Caraibi
Era necessario che le colonie africane, fondate dal Brandeburgo-Prussia per partecipare al Commercio triangolare, venissero appoggiate da una colonia nel Mar dei Caraibi. Nel 1684, il Brandeburgo-Prussia cercò di prendere le isole francesi di Sainte Croix e Saint Vincent senza riuscirvi. Nel novembre del 1685, dopo un tentativo fallito di acquistare Saint Thomas dalla Danimarca-Norvegia, venne raggiunto un accordo brandeburghese-danese che permise alla Compagnia brandeburghese africana di ottenere in affitto parte di Saint Thomas come base per 30 anni, pur rimanendo la sovranità nelle mani della Danimarca e l'amministrazione alla Compagnia danese delle Indie orientali e della Guinea. Il primo vascello brandeburghese giunse nel 1686, con 450 schiavi provenienti da Großfriedrichsburg. Il Brandeburgo-Prussia stabilì la propria capitale in loco nella città di Charlotte Amalie, chiamata originariamente Brandenburgery, e altri territori chiamati Baia di Krum e Possedimenti di Bordeaux più a ovest. Nel 1688 300 europei e molte centinaia di schiavi erano già residenti nei possedimenti brandeburghesi dei Caraibi. Nel novembre del 1695, forze francesi raggiunsero la colonia brandeburghese. Nel 1731, la compagnia brandeburgo-prussiana di Saint Thomas iniziò a non pagare più l'affitto concordato e dovette abbandonare l'isola nel 1735, tanto era calato l'interesse coloniale per quell'area da parte dei prussiani. Gli ultimi territori rimasti vennero venduti all'asta nel 1738.
Il Brandeburgo-Prussia tentò inoltre di acquisire l'isola di Crab nel 1687, ma essa era contesa anche da Danimarca, Gran Bretagna e Spagna e quando venne inviata una seconda spedizione nel 1692 l'isola venne trovata ormai in mano danese ed il piano venne abbandonato. Nel 1689, il Brandeburgo-Prussia riuscì ad annettere l'isola di Peter, ma le piccole rocce affioranti dalla sua baia la rendevano inadatta per il commercio o l'insediamento. Nel 1691, il Brandeburgo-Prussia ed il Ducato di Curlandia si accordarono per la spartizione di Tobago, ma dal momento che il governo curlandese aveva deciso di non dare troppo peso alla colonia oltremare, che nel frattempo era divenuta contesa anche dalla Gran Bretagna, l'accordo venne reso nullo, ed i negoziati con la Gran Bretagna portarono ad un nulla di fatto. Nel 1695, il Brandeburgo-Prussia tentò di acquistare Tortola, ma la Gran Bretagna negò a loro il permesso di insediarsi. Allo stesso modo, la Gran Bretagna declinò l'offerta di comprare Sint Eustatius nel 1697.

## Religione

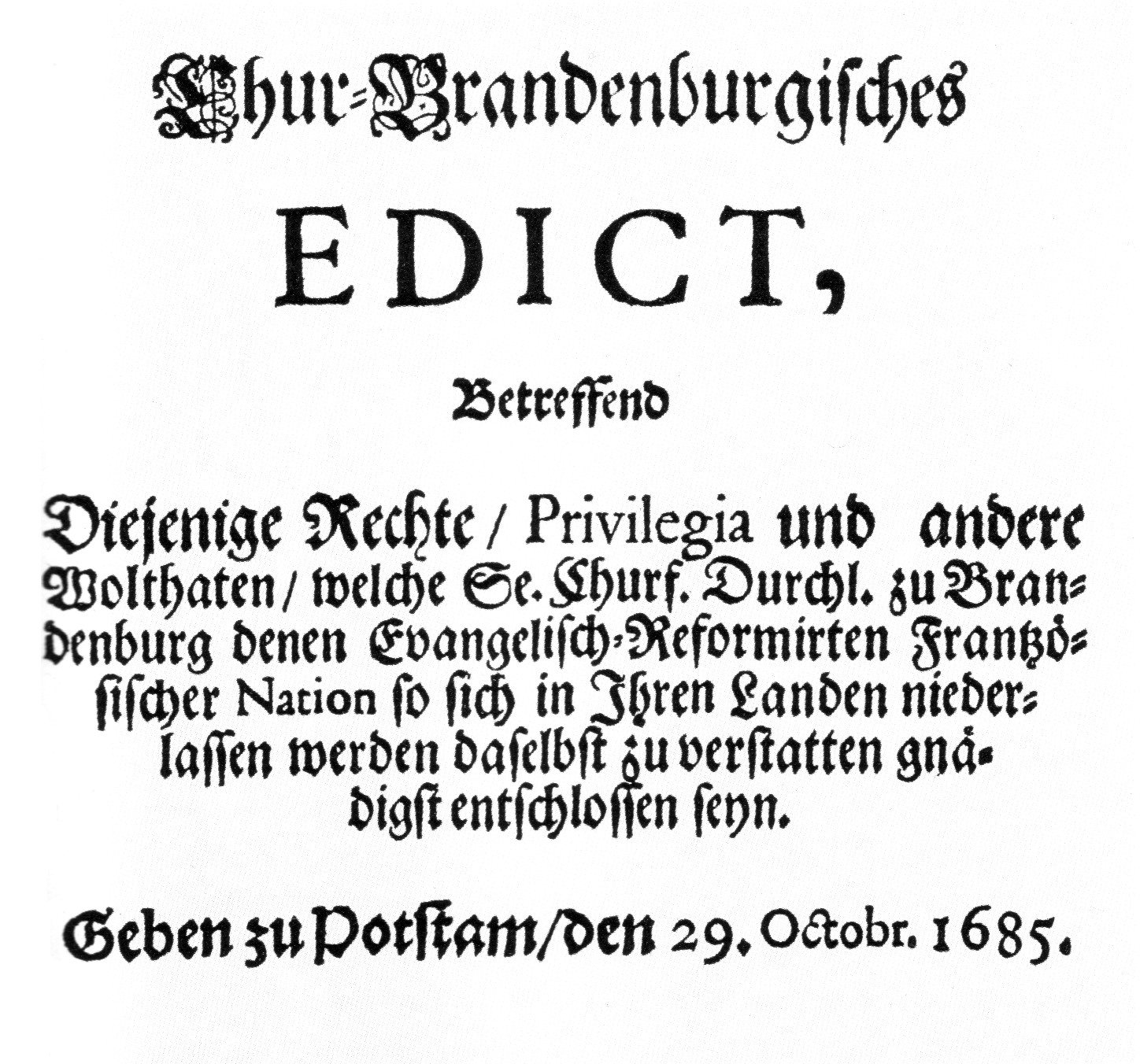
L'Editto di Potsdam

Nel 1613, Giovanni Sigismondo si convertì dal luteranesimo al calvinismo, ma non riuscì a ottenere la conversione completa del suo stato per via del principio universalmente accettato del cuius regio, eius religio. Per questo, il 5 febbraio 1615, egli garantì ai luterani la libertà religiosa, mentre la corte elettorale rimase in gran parte calvinista. Quando Federico Guglielmo I ricostruì l'economia del Brandeburgo-Prussia, egli iniziò ad attrarre immigrati dall'Europa, in particolare offrendo loro asilo religioso, in particolare con l'editto di Potsdam che attrasse più di 15.000 ugonotti verso i territori prussiani.